# RVG Regionalverkehr Gera/Land
Der RVG Regionalverkehr Gera/Land GmbH ist der Betreiber  des Regionalverkehrs im nördlichen Landkreis Greiz und des Stadtverkehrs im Norden der Stadt Gera.
Das Unternehmen wurde 1992 gegründet und übernahm damals einen Teil der Omnibusse der VEB Kraftverkehr Gera. Die RVG wird heute zusammen mit der „Personen- und Reiseverkehrsgesellschaft Greiz“ von der „GRZ – Service- und Verwaltungs-GmbH Greiz“ koordiniert und verwaltet. Der Geschäftsführer der drei GmbHs ist Stefan Meißner, den Posten der Prokuristin hat Angela Rose inne. Vorsitzender des Aufsichtsrates ist Ulli Schäfer (CDU).
Am 1. Dezember 2019 wurde im Gebiet der RVG ein neues Verkehrskonzept umgesetzt. Auf den meisten Linien wurde eine gleichmäßigere Taktung realisiert und das Angebot auf den Bahnverkehr abgestimmt.

## Linien

### Aktuelle Linien
Die RVG bedient heute 16 Linien im nördlichen Teil des Landkreises Greiz und in der Stadt Gera. Mit den Linien 200, 201, 203, 204 und 222 bestehen Anbindungen nach Hermsdorf und Eisenberg im Saale-Holzland-Kreis. Weiterhin werden Anteile an der Linie 353 nach Schmölln im Altenburger Land gefahren.
| Linie | Zuordnung         | Strecke                                                  |
| ----- | ----------------- | -------------------------------------------------------- |
| 200   | Regionalverkehr   | Gera – Lindenkreuz/Schöna – Münchenbernsdorf             |
| 201   | Regionalverkehr   | Münchenbernsdorf – Hermsdorf                             |
| 203   | Regionalverkehr   | Gera – Bad Köstritz – Crossen – Eisenberg (tlw. PlusBus) |
| 204   | Regionalverkehr   | Gera – Bad Köstritz – Bad Klosterlausnitz – Hermsdorf    |
| 205   | Regionalverkehr   | Gera / Bad Köstritz – Rüdersdorf – Harpersdorf / Gera    |
| 208   | Regionalverkehr   | Gera – Pölzig – Hermsdorf                                |
| 219   | Regionalverkehr   | Gera – Wünschendorf / Linda – Wolfersdorf                |
| 220   | Regionalverkehr   | Gera / Weida – Seifersdorf – Weida / Gera 1              |
| 222   | Regionalverkehr   | Gera – Töppeln – Harpersdorf – Kraftsdorf – Hermsdorf    |
| 225   | Regionalverkehr   | Weida – Niederpöllnitz – Münchenbernsdorf                |
| 226   | Regionalverkehr   | Weida – Wünschendorf                                     |
| 227   | Regionalverkehr   | Weida – Frießnitz – Niederpöllnitz – Auma 1              |
| 229   | Stadtverkehr Gera | Gera – Langenberg – Wernsdorf / Kleinaga – Hermsdorf     |
| 233   | Regionalverkehr   | Gera – Großbocka – Münchenbernsdorf                      |
| 251   | Schülerverkehr    | Bad Köstritz – Crossen                                   |
| 353   | Regionalverkehr   | Gera – Ronneburg – Beerwalde – Schmölln 2                |

### Ehemalige Linien
Diese Liste erhebt keinen Anspruch auf Vollständigkeit.
| Linie | Zuordnung          | Einstellung      | Strecke                                           | Anmerkung                         |
| ----- | ------------------ | ---------------- | ------------------------------------------------- | --------------------------------- |
| 202   | Regionalverkehr    | 17. April 2023   | Gera – Schöna – Münchenbernsdorf – Schwarzbach    | Integriert in Linien 200 und 225  |
| 214   | Regionalverkehr    | 22. Juli 2012    | Gera – Wolfsgefärth – Weida                       | Integriert in Linien 29 1und 220  |
| 217   | Stadtverkehr Weida | 1. Dezember 2019 | Stadtverkehr Weida                                | Abdeckung durch Regionalverkehr   |
| 221   | Regionalverkehr    | 1. Dezember 2019 | Gera – Schafpreskeln – Wolfsgefärth – Seifersdorf | Integriert in Linien 29 1 und 220 |
| 228   | Stadtverkehr Gera  | 17. April 2023   | Gera – Langenberg – Hain / Steinbrücken – Großaga | Integriert in Linie 229           |
| 235   | Regionalverkehr    | 9. August 2010   | Gera – Schwaara                                   | Teilweise integriert in Linie 208 |
| 236   | Regionalverkehr    | 22. Juli 2012    | Ronneburg – Stolzenberg                           |                                   |